# Lay Hoon
Lay Hoon Chan  (en chino tradicional, Lay Hoon; en chino simplificado, 曾丽芬) es una asesora financiera singapurense que supervisa diferentes compañías del empresario e inversor singapurense Peter Lim, tales como Meriton Holdings Limited y McLaren Asia. Peter Lim adquirió la mayoría accionarial del Valencia C. F. el 24 de octubre de 2014, razón por la cual Lay Hoon Chan fue elegida presidenta ejecutiva el mes de diciembre de 2014 como una de las máximas personas de confianza del magnate asiático. Sin embargo en 2017 es sustituida en el cargo hasta que en agosto de 2022 volvió a ser nombrada presidenta del club para afrontar retos importantes de la entidad. Además Lay Hoon cuenta con una dilatada experiencia en el mundo financiero, habiendo ejercido durante más de 15 años en las áreas de gestión empresarial, inversiones y finanzas, actuando como directora de empresas que cotizan en bolsa en Singapur y Hong Kong. Además, desde diciembre de 2013 es la presidenta ejecutiva de Thomson Medical Pte. Ltd, uno de los proveedores de servicios médicos privados más importantes del sudeste asiático para mujeres y niños.

## Vida personal
Se licenció en Ciencias Económicas por la Universidad Nacional de Singapur en 1985. Sus primeros pasos profesionales los dio como auditora en Inglaterra, antes de dar el salto a los despachos de grandes multinacionales. En los últimos diez años ha asumido la dirección de diferentes multinacionales de distintos sectores como moda, motor, alimentación y medicina. Es conocida también por ser una aficionada al baloncesto, llegando a ganar un torneo con su colegio en China, Escuela Media de Guangya de Guangdong (廣東光亞中學 en chino tradicional, y en chino simplificado, 广东光亚中学). 
| Edad            | 60 años                              |
| Estudios        | Ciencias Económicas                  |
| Principal cargo | Presidenta ejecutiva del Valencia CF |

## Otros cargos
Tal y como aparece en su perfil en Bloomerg (en inglés), Lay Hoon Chan es miembro de la junta o consejera de las siguientes empresas: Abraviz Pte Ltd, Chengdu Manchester United Food, Double Click Pte Ltd, Garville Hong Kong Ltd, Garville Pte Ltd, Homerun Asia Pte Ltd, Homerun Ventures Pte Ltd, JS Corp Services Pte Ltd, Kestrel Capital Partners Pvt, Kestrel Growth Capital Pte Ltd, Lam Heng Hang Trading Co, Lian Huat Tianjin Eco Park, Sasteria Pte Ltd, Tenion Pte Ltd, TowerhillPte Ltd, Well Life Pte Ltd, Wilmott Pte Ltd y Woo Hoo Experience Pte Ltd.